# Paradota
Genre
Paradota est un genre d'holothuries (concombres de mer) de la famille des Chiridotidae.

## Liste des genres
Selon World Register of Marine Species (6 février 2015) :
- Paradota ingolfi (Heding, 1935) Heding in Ludwig & Heding, 1935
- Paradota marionensis Massin, 1992
- Paradota weddellensis Gutt, 1990